# Annetta North, Texas
Annetta North là một thị trấn thuộc quận Parker, tiểu bang Texas, Hoa Kỳ. Năm 2010, dân số của thị trấn này là 518 người.

## Dân số
- Dân số năm 2000: 467 người.
- Dân số năm 2010: 518 người.